# Гуар
Гуар, или Циамопсис четырехкрыльниковый,  (лат. Cyamopsis tetragonoloba) — вид травянистых растений семейства Бобовые (Fabaceae). Однолетняя зернобобовая культура и источник гуаровой камеди, используемой в косметике, парфюмерии и пищевой промышленности.

## Название
Растение известно как गवार् («гаваːр») на языках хинди и маратхи, గోరు చిక్కుడు («горучиккуду кайа» или «гокаракайа») на языке телугу, «горикайие» на языке каннада и «коттхаварай» (கொத்தவரைக்காய்) на тамильском языке.

## Распространение и экология
Растение происходит из Индии, культивируется по всему свету в районах с подходящим климатом.
Любит частые ливни, но может переносить засуху. 80 % промышленного производства приходится на Индию, но из-за высокого спроса гуар возделывается и в других странах.

## Использование

### Сельское хозяйство
Гуар может служить кормом для рогатого скота или использоваться в качестве зелёного удобрения.

### Пища
Плоды содержат значительное количество белков и жирное масло, зелёные бобы могут служить ценным источником пищи в условиях промышленного культивирования, но растение более востребовано как источник гуаровой камеди.

### Источник гуаровой камеди
Гуаровые бобы имеют большой вторичный эндосперм, содержащий галактоманнаны — вещество, образующее в воде гель, который больше известен как гуаровая камедь. 
Гуаровая камедь используется в молочных продуктах (например, в мороженом) и как стабилизатор в процессе обработки сыра и холодного мяса. Также применяется как пищевая добавка. Частично гидролизируясь, гуаровая камедь полностью растворяется в воде и лёгкой пище. Гуаровую камедь можно добавлять в еду, при этом она оказывает лишь минимальное воздействие на вкус и консистенцию.
Кроме того, гуаровая камедь как гелирующий агент входит в состав специальной смеси, используемой в процессе нефтедобычи при гидравлическом разрыве пласта (один из методов интенсификации работы нефтяных и газовых скважин).

## Культивирование

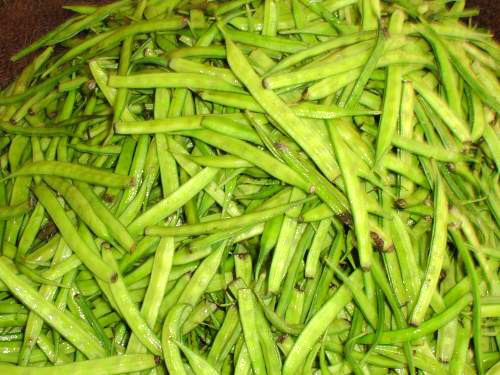

Для лучшего роста гуару требуются обильный солнечный свет, кратковременные, но довольно частые ливни, а также хорошо дренированная почва. Однако растение стойко переносит засуху и процветает в полузасушливых регионах. Слишком большое количество осадков может привести к повышению количества листвы при сокращении количества бобов и/или числа и размеров семян в них, т. е. не лучшим образом скажется на урожае семян. 
Посев производится после первых дождей в июле, а сбор урожая — в конце октября. Гуар выращивают преимущественно в северо-западной Индии и Пакистане, а также в полузасушливых областях высоких равнин Техаса в США, в Австралии и Африке. Наиболее важный район выращивания гуара находится в городе Джодхпур (штат Раджастхан, Индия).
В настоящее время, Индия производит приблизительно 80 % от общемирового производства гуаровой камеди. Несколько коммерческих производителей перешли с выращивания различных зерновых культур на производство гуара, чтобы поддержать увеличивающийся спрос на это растение и другие органические зерновые культуры в США. В связи с практически 100 % зависимостью от импорта гуаровой камеди, компанией «Газпром-Нефть» развёрнуты опытные работы по выращиванию гуара и производству камеди в России.
Сорта: Pusa Naubahar и Pusa Sadabahar. Семена с плотностью посадки 10—12 кг/га засеиваются с интервалом 45—60 x 20—30 см в феврале—марте и июне—июле. В течение сезона дождей семена сеются на глубину 2—3 см на гребнях и в бороздах в течение летних месяецев. Навоз применяется в соотношении 25 т/га. Азот, оксид фосфора и оксид калия рекомендуется применять в соотношении 20:60:80 кг/га. Средний урожай составляет 5—6 т/га.

## Научная литература
- Overbeeke N., Termorshuizen G.H., Giuseppin M.L., Underwood D.R., Verrips C.T. Secretion of the alpha-galactosidase from Cyamopsis tetragonoloba (guar) by Bacillus subtilis (англ.) // Appl. Environ. Microbiol. : journal. — 1990. — May (vol. 56, no. 5). — P. 1429—1434. — PMID 2160224. — PMC 184423.
- Bergkamp R.J., Kool I.M., Geerse R.H., Planta R.J. Multiple-copy integration of the alpha-galactosidase gene from Cyamopsis tetragonoloba into the ribosomal DNA of Kluyveromyces lactis (англ.) // Curr. Genet. : journal. — 1992. — April (vol. 21, no. 4—5). — P. 365—370. — doi:10.1007/BF00351696. — PMID 1326415.
- GOPALA RAO P., C. DAMODARA REDDY and J. K. RAMAIAH. Effect of B Vitamins on the Protein Component of Clusterbeans Cyamopsis tetragonoloba (L.) Taub (англ.) // Annals of Botany : journal. — 1987. — Vol. 59, no. 3. — P. 281—284.